# Merklinghausen (Hallenberg)

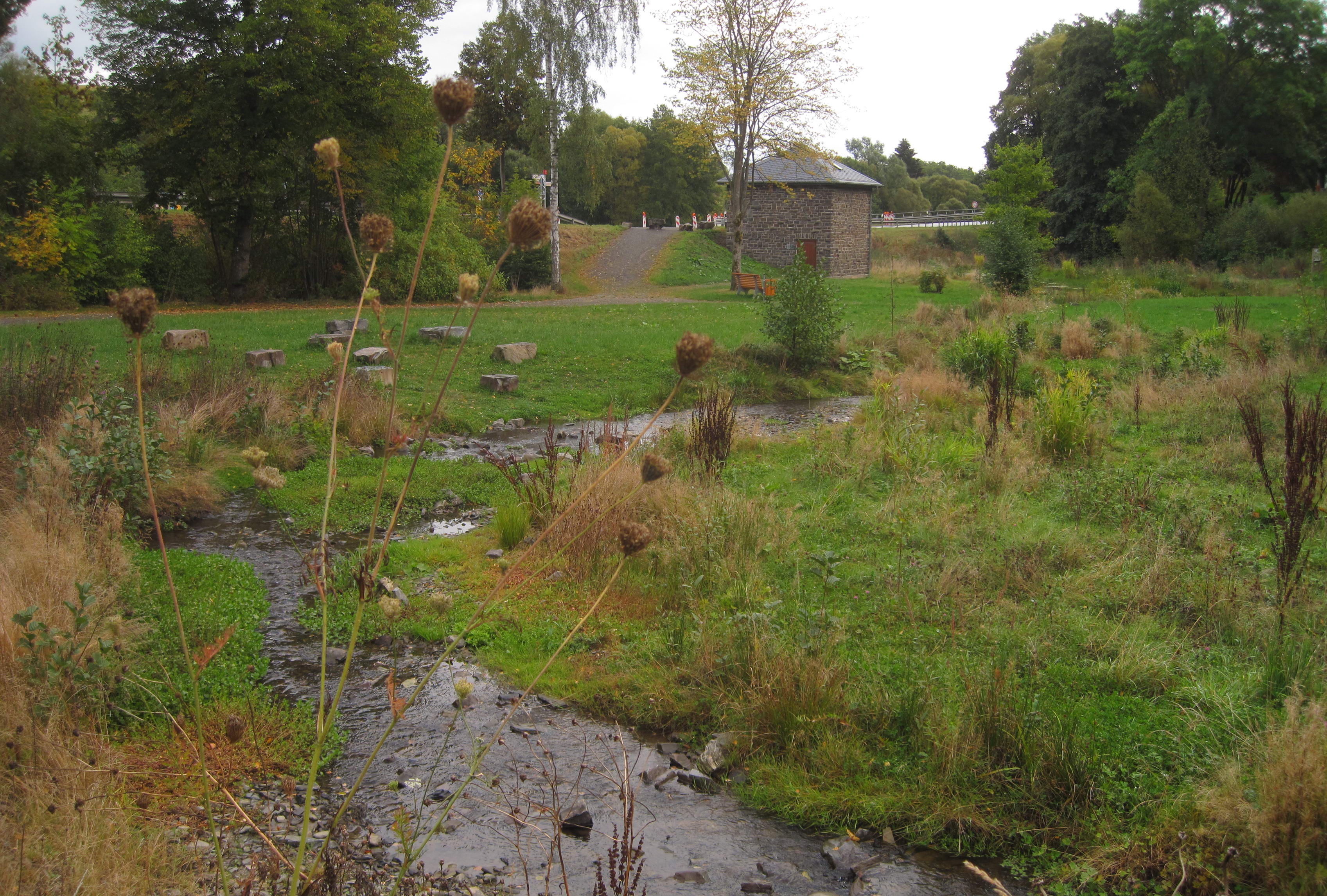
Mariengarten mit Fluss Weife. Im Hintergrund das kleine Museum Eishäuschen

Merklinghausen war ein Ort im südöstlichen Sauerland, der später in der Stadt Hallenberg aufgegangen ist.

## Lage
Merklinghausen lag am Zusammenfluss von Nuhne und Weife südöstlich vor der später gegründeten Stadt Hallenberg.

## Name
Der Ortsname Merklinghausen ist eine Bildung auf -inghausen. Typisch hierfür ist ein Personenname als Erstglied, der in diesem Fall vermutlich Markilo ist. Er bezeichnet damit eine Siedlung der Leute des Markilo. Eine Deutung als Grenzsiedlung ist dagegen unwahrscheinlich, denn ein Gattungsname Mark passt nicht zum Suffix -ing und dieses Suffix sowie vorangehendes -l- oder meist -el- ist schon Bestandteil der frühesten Erwähnungen. Vergleichbare Ortsnamen sind die Wüstung Merklinghausen bei Bödefeld, Merklinghausen bei Erwitte und Merklingsen bei Welver.

## Geschichte

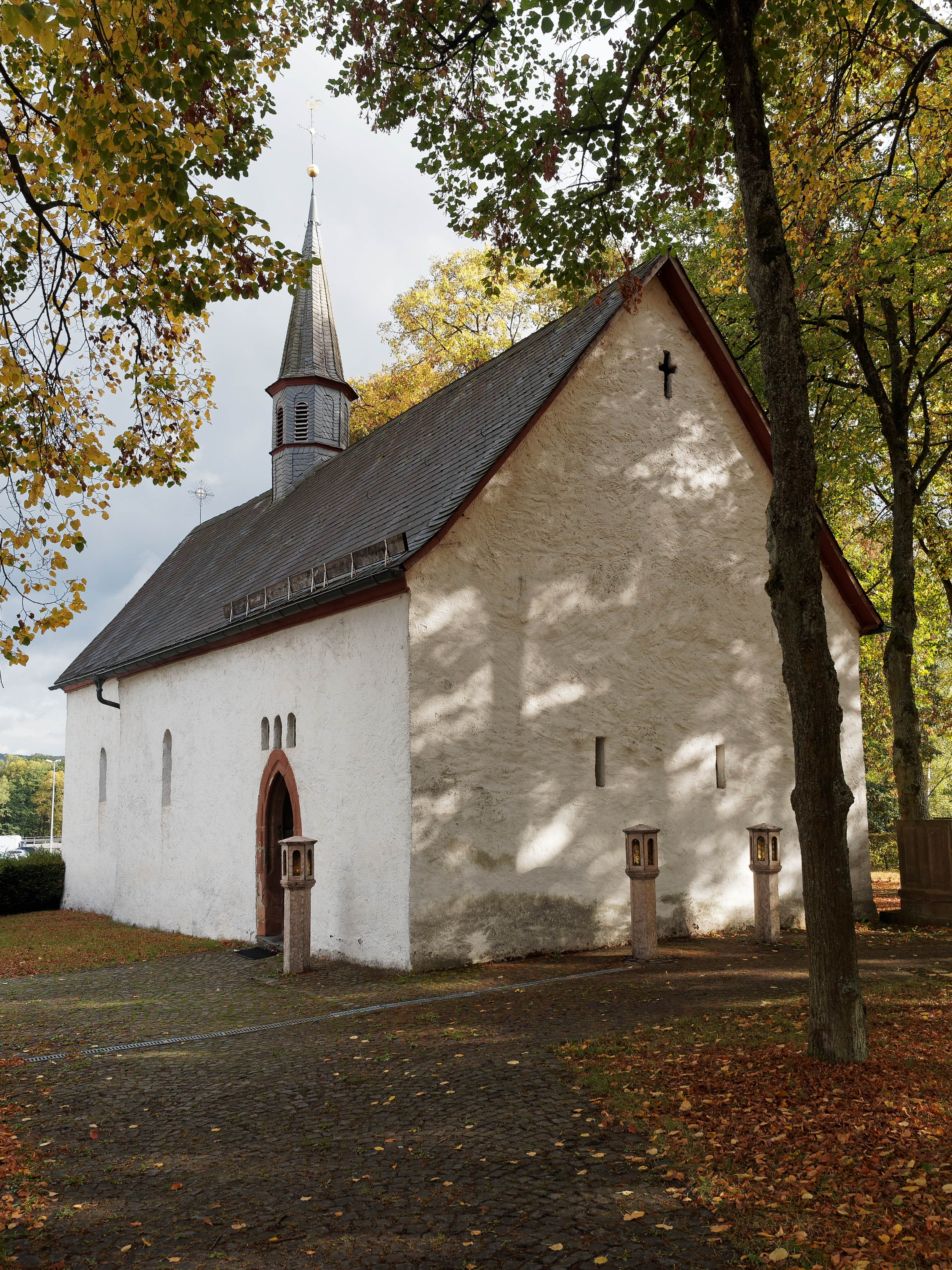
Merklinghauser Kapelle

Vor der Gründung der Stadt Hallenberg besaß die Abtei Deutz einen Haupthof in Merklinghausen. Wie dieser Hof an die Abtei kam, ist nicht bekannt. In Dotationsbriefen Kaiser Ottos III. aus der Gründungszeit des Klosters und in der ältesten päpstlichen Bestätigungsbulle von 1147 gibt es keine Angaben dazu. Die Abschrift einer Urkunde von 1147 nennt einen Haupthof und Kirche „in nona“ (Nuhne). Im späteren 12. Jahrhundert wird dann Merklinghausen erwähnt.
Merklinghausen war eine Pfarrei. Im Liber valoris aus dem Ende des 13. Jahrhunderts wird es als Pfarrei im Dekanat Medebach aufgeführt. In späteren Verzeichnissen tritt Hallenberg an seine Stelle. Noch im 16. Jahrhundert wurden die Hallenberger Pastoren auch Pastoren zu Merklinghausen genannt.
Der Haupthof in Merklinghausen gelangte durch Tausch an den Erzbischof von Köln, der ihn Mitte des 13. Jahrhunderts zur Gründung der Stadt Hallenberg nutzte. Die Bewohner von Merklinghausen zogen in den Schutz der Stadtmauern und die Pfarrkirche wurde zu einer Kapelle.

## Kirche

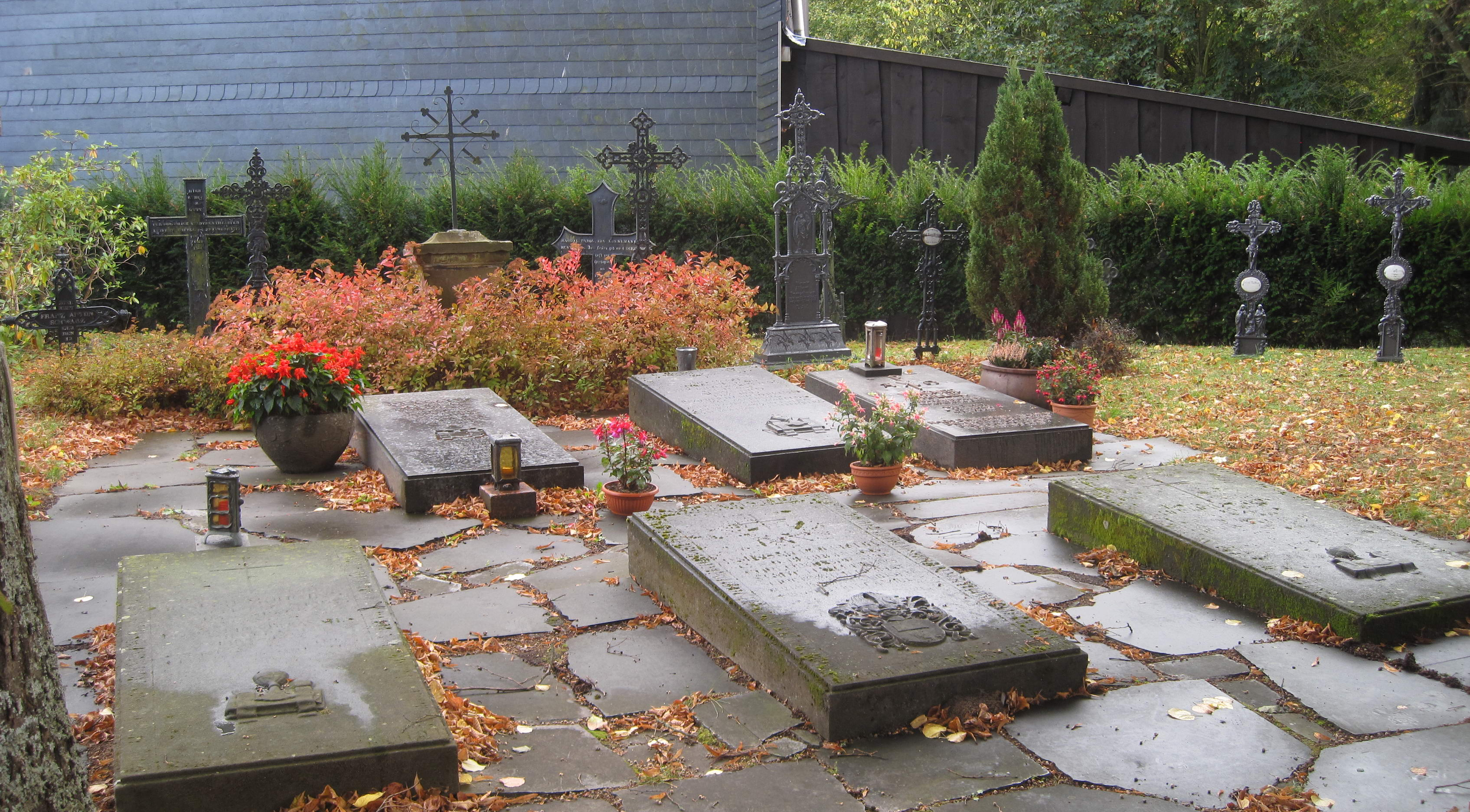
Friedhof neben der Merklinghauser Kapelle

Der älteste Teil der heutigen Merklinghauser Kapelle, auch Unterkirche genannt, stammt aus dem 12. Jahrhundert und ist eines der ältesten Gebäude der Region. Teile der Ausmalung aus der Zeit vor 1300 sind noch erhalten. Wegen der dicken Mauern und kleinen Fenster wird eine Funktion als Wehrkirche vermutet.
Neben der Kapelle sind Pfarrer aus Hallenberg begraben und alte Grabkreuze von Hallenberger Friedhöfen aufgestellt.
Zum Pastoratsfest am Sonntag nach Mariä Himmelfahrt findet eine Prozession zur Hallenberger Kirche statt.